# كارل هاريس
كارل هاريس (بالإنجليزية: Karl Harris) مواليد 21 أكتوبر 1979 في شفيلد، جنوب يوركشير - الوفاة 3 يونيو 2014 في جزيرة مان، كان متسابق دراجات نارية بريطاني. نافس في بطولة العالم للسوبرسبورت. توفي إثر حادث تعرض له أثناء السباق.

## روابط خارجية
- كارل هاريس على موقع WorldSBK.com (الإنجليزية)